# Dudoza
Die Insel Dudoza, auch Dudosa genannt, erscheint vor 1864 auf Karten des zentralen äquatorialen Pazifiks. Sie wurde von Captain E. Allaire vom französischen Klipperschiff Pactole unter 7° 40' südlicher Breite und 159° 35' westlicher Länge wiedergesichtet, das genaue Datum (vor 1876) ist unbekannt.
Captain Allaire war auf der Pactole (wohl ein Frachtschiff) Mitte der 1860er Jahre im Pazifischen und Indischen Ozean unterwegs.
Da Captain Allaires Sichtung kurz nach der der Insel Malden erfolgte, deren Position im Logbuch ziemlich korrekt angegeben ist, ist eine Längenversetzung beziehungsweise fehlerhafte Übermittlung der Positionsangaben auszuschließen. Es wird sich um eine optische Illusion, hervorgerufen z. B. durch eine Wolkenbank und eventuell genährt aufgrund einer einschlägigen Erwartungshaltung gehandelt haben. Auch die Angabe, dass die Insel Dudoza keinerlei Vegetation aufweise, deutet darauf hin.
Nicht bestätigt werden konnte die Existenz der Dudoza-Insel von der U.S.S. Iroquois, Lieutenant Sumner C. Paine: Am 8. Februar 1891 befand sich die Iroquois unter 7° 39'36″ südlicher Breite und 159° 43'18″ westlicher Länge (eine halbe Seemeile von der vermeintlichen Isla Dudosa entfernt), konnte diese bei gutem Wetter jedoch nicht sichten.
Zweifellos ist die Isla Dudosa (spanisch für ‚zweifelhafte Insel‘) ein kartographisches Überbleibsel einer frühen spanischen Sichtung.
Laut Henry Evans Maude, ‚Civil Servant‘ und ‚Administrator‘ im britischen Ozeanien, später ‚Ständiger Kommissar‘ in der früheren Kolonie Gilbert- und Elliceinseln handelt es sich um die erste Entdeckung auf der ersten Fahrt des Alvaro de Mendaña de Neyra vom 16. Januar 1568, eine kleine, niedrige, flache, voll mit Palmen bewachsene Insel unter knapp 6°, 6° 45', 7° oder 7° 30' südlicher Breite (die Angaben schwanken), die Isla de Jésus genannt wurde. Diese Positionsangaben treffen nach H. E. Maude eindeutig auf Nui in der heutigen Tuvalu-Gruppe zu. Da zur damaligen Zeit eine auch nur halbwegs genaue Längenbestimmung unmöglich war, ergibt sich bei der Insel Dudoza die weitab liegende Position von 160° westlicher Länge.
Finden kann man die Insel Dudoza noch auf alten Pazifikkarten, dort eine 'Dudosa I.' unter ca. 7° 20' Süd; 160° 30' West.